# Flipsyde
Flipsyde – amerykański zespół hiphopowo-rockowy pochodzący z Oakland w Kalifornii.

## Muzycy

### Obecny skład
- Steve Knight – wokal, gitara akustyczna (od 2003).
- Jinho „Piper” Ferreira – wokal (od 2003).
- Dave Lopez – gitara elektryczna (od 2003).

### Byli członkowie
- DJ D-Sharp – DJ (2003–2007).
- Chantelle Paige – wokal (2008–2009).

## Dyskografia

### Albumy studyjne
- 2005: We The People
- 2009: State Of Survival

### EP
- 2011: The Phoenix
- 2011: Tower of Hollywood
- 2011: Cops and Robbers

### Single
- 2005: Someday
- 2005: Spun
- 2006: Happy Birthday (feat. TATU)
- 2006: Trumpets (Never Be The Same Again)
- 2006: Angel
- 2008: Champion
- 2008: Toss It Up (feat. Akon)
- 2009: When It Was Good
- 2009: A Change
- 2011: Act Like A Cop Did It
- 2011: Livin' It Up
- 2012: One More Trip
- 2013: Believe